# 山口安憲

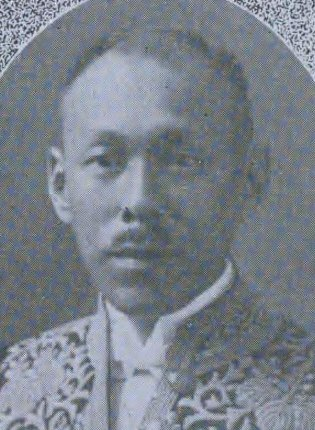
山口安憲

山口 安憲（やまぐち やすのり、1887年（明治20年）10月 - 1962年（昭和37年）1月22日）は、日本の内務官僚。官選県知事。

## 経歴
徳島県出身。山口源三郎の長男として生まれる。第三高等学校を首席で卒業。1911年11月、文官高等試験行政科試験に合格。1912年、東京帝国大学法科大学法律学科（独法）を卒業。内務省に入省し香川県試補となる。
以後、香川県事務官、兵庫県事務官、朝鮮総督府兼関東庁事務官、東京市助役、復興局書記官、同局経理部購買課長、同局長官官房勤務、同局部長などを歴任。
1929年7月、鹿児島県知事に就任。1931年末に熊本県で陸軍大演習が実施され、それに伴い地方行幸の一環として昭和天皇が来鹿することとなったが、一カ月ほど前に腸チフスとなり、同年10月に急遽、窪田治輔と交代となり山形県知事に転じた。在任約2か月後の1931年12月18日に休職となる。1932年6月、石川県知事に就任。失業対策に尽力。1934年4月、知事を辞職。同年に退官し、三井報恩会常務理事となった。
戦後、中央共同募金協会理事、東京都社会福祉事業協会理事長、東京都社会福祉協議会会長などを務めた。

## 栄典
- 1930年（昭和5年）12月5日 - 帝都復興記念章[7]